# Игор Винисиус
И́гор Вини́сиус де Со́уза, более известный как просто И́гор Вини́сиус (порт. Igor Vinícius de Souza) (род. 1 апреля 1997, Синоп, штат Мату-Гросу) — бразильский футболист, правый фланговый защитник клуба «Сан-Паулу».

## Биография
Игор Винисиус — воспитанник академии «Сантоса». За основной состав «рыб» он дебютировал 22 апреля 2016 года в матче Кубка Бразилии против «Сантоса» из Макапы. Он вышел на замену в начале второго тайма, когда его команда проигрывала 0:1, но в итоге клуб из штата Сан-Паулу сумел отыграться и сыграть вничью 1:1. Молодой защитник сыграл за основу «Сантоса» лишь в ещё одном матче Кубка Бразилии, и в 2017 году отправился в аренду в молодёжный состав «Итуано».
В 2018 году Игор Винисиус дебютировал в чемпионате штата Сан-Паулу за основную команду «Итуано». Его команда 18 января дома обыграла «Сан-Каэтано» со счётом 3:1. Он сыграл в турнире в 11 матчах из 12, проведённых «Итуано» в чемпионате.
После завершения Лиги Паулисты Игора Винисиуса арендовала «Понте-Прета». Игор дебютировал в Серии B 22 апреля 2018 года. «Понте-Прета» в гостях обыграла «Крисиуму» со счётом 1:0. Команда провела хороший сезон, до последнего боролась за выход в Серию A, но заняла пятое место — в шаге от зоны выхода в элиту. Игор Винисиус сыграл в 30 матчах своей команды из 38.
В начале 2019 года защитник отправился в аренду в «Сан-Паулу». Он достойно провёл сезон, и в 2020 году подписал с «трёхцветными» полноценный контракт.
В 2021 году помог «Сан-Паулу» выиграть чемпионат штата (впервые за 16 лет). 13 июня 2022 года, после победы над «Америкой Минейро», Игор Винисиус установил клубный рекорд — он не проигрывал с «трёхцветными» на домашнем стадионе «Морумби» на протяжении 38 матчей подряд. Ранее рекорд принадлежал уругвайцу Педро Роче, который играл за «Сан-Паулу» в 1970—1977 годах, и не проигрывал с командой на «Морумби» 37 матчей подряд.

## Титулы и достижения
Командные
- Чемпион штата Сан-Паулу (1): 2021